# Thérèse Sita-Bella
Thérèse Sita-Bella, pseudonimo di Thérèse Bella Mbida (1933 – Yaoundé, 27 febbraio 2006), è stata una regista cinematografica, giornalista, pilota e modella camerunese, la prima donna pilota e la prima donna regista di cinema del Camerun.

## Biografia
Nacque nella tribù Beti nel sud del Camerun e venne educata dai missionari cattolici. Negli anni '50, dopo aver ottenuto il diploma di maturità in una scuola nella capitale camerunese di Yaoundé, andò a Parigi per continuare gli studi. Fu in Francia che si sviluppò il suo interesse per il giornalismo e il cinema.
Nel 1955, Sita-Bella iniziò la sua carriera come giornalista. Più tardi, nel 1963, divenne la prima donna regista cinematografica in Camerun e in tutta l'Africa. Dal 1964 al 1965,  lavorò in Francia per il quotidiano francese La Vie Africane, che co-fondò. Dopo essere tornata in Camerun nel 1967, entrò nel Ministero dell'Informazione e divenne Vice Capo del servizio dell'Informazione.

### Tam Tam à Paris
Nel 1963, diresse il documentario Tam-Tam à Paris, che ha seguito una troupe del Camerun National Ensemble durante una tournée a Parigi. Tam Tam à Paris è spesso citato come il primo film di una donna dell'Africa subsahariana. Nel 1969, Tam Tam à Paris partecipò alla prima Settimana del cinema africano, un festival che in seguito divenne noto come FESPACO.

Sita-Bella viene considerata una pioniera e una delle rare donne che lavoravano nel cinema dominato dagli uomini. Parlando dell'industria cinematografica negli anni '70 diceva: 

### Morte
Il 27 febbraio 2006 morì in un ospedale di Yaoundé per complicazioni a seguito dell'operazione di rimozione del tumore per un cancro al colon e fu sepolta nel cimitero di Mvolye.

## Riconoscimenti
A lei è stata intitolata la sala cinematografica all'interno del Camerun Cultural Centre.